# Jarosław Isajewycz
Jarosław Dmytrowycz Isajewycz (ukr. Ярослав Дмитрович Ісаєвич; ur. 7 marca 1936 w Werbie, zm. 24 czerwca 2010 we Lwowie) – ukraiński historyk.

## Życiorys
Jego ojcem był Dmytro Isajewycz, w przeszłości członek Ukraińskiej Centralnej Rady  i delegat Ukraińskiej Republiki Ludowej na konferencję pokojową w Paryżu, który w 1930 roku powrócił na Ukrainę z Francji.
Ukończył studia na wydziale filologicznym Uniwersytetu Lwowskiego w 1952. W 1961 roku Isajewycz uzyskał stopień kandydata nauk (odpowiednik doktora). W 1975 roku Isajewycz wydał kolejną książkę – Perszodrukar Iwan Fedorow ta wynyknennia drukarstwa w Ukrajini (Pierwszy drukarz Iwan Fedorow i narodziny drukarstwa na Ukrainie). Trzy lata później uzyskał w Moskwie stopień doktora nauk (odpowiednik doktora habilitowanego). Od 1992 członek Ukraińskiej Akademii Nauk. Prezydent Międzynarodowej Acocjacji Ukrainistów, szef Narodowego Komitetu Historyków Ukrainy. Prowadził wykłady na Ukrainie, w USA i w innych krajach, także w Polsce (na zaproszenie PAN).
Pochowany na Cmentarzu Łyczakowskim.

## Publikacje w języku polskim
- Kościół greckokatolicki a niektóre aspekty rozwoju kultury ukraińskiej i białoruskiej w XVII-XVIII wieku, „Warszawskie Zeszyty Ukrainoznawcze” 4/5 (1997), s. 169–181.
- Z dziejów parafialnych bractw cerkiewnych w metropolii kijowskiej od XVI-XX w., „Rocznik Instytutu Europy Środkowo-Wschodniej” 3 (2010), s. 129–140.